# Rusna
Rusna (cyr. Русна) – wieś w Serbii, w okręgu niszawskim, w gminie Doljevac. W 2011 roku liczyła 404 mieszkańców.